# 12e étape du Tour d'Italie 2018
Pour un article plus général, voir Tour d'Italie 2018.
La 12e étape du Tour d'Italie 2018 se déroule le mercredi 17 mai 2018, entre Osimo et Imola sur une distance de 214 km. L'arrivée est jugée sur le circuit Enzo e Dino Ferrari, connu pour avoir accueilli le Grand Prix automobile de Saint-Marin de 1981 à 2006.

## Résultats

### Classement de l'étape
| \| Classement de l'étape \| Classement de l'étape \| Classement de l'étape \| Classement de l'étape \| Classement de l'étape \| \| Coureur \| Coureur \| Pays \| Équipe \| Temps \| \| --------------------- \| --------------------- \| --------------------- \| --------------------------- \| --------------------- \| \| 1er \| Sam Bennett \| Irlande \| Bora-Hansgrohe \| 4 h 49 min 34 s \| \| 2e \| Danny van Poppel \| Pays-Bas \| LottoNL-Jumbo \| + 0 s \| \| 3e \| Niccolò Bonifazio \| Italie \| Bahrain-Merida \| + 0 s \| \| 4e \| Baptiste Planckaert \| Belgique \| Katusha-Alpecin \| + 0 s \| \| 5e \| Jürgen Roelandts \| Belgique \| BMC Racing Team \| + 0 s \| \| 6e \| Michael Mørkøv \| Danemark \| Quick-Step Floors \| + 0 s \| \| 7e \| Manuel Belletti \| Italie \| Androni Giocattoli-Sidermec \| + 0 s \| \| 8e \| Clément Venturini \| France \| AG2R La Mondiale \| + 0 s \| \| 9e \| Florian Sénéchal \| France \| Quick-Step Floors \| + 0 s \| \| 10e \| Enrico Battaglin \| Italie \| LottoNL-Jumbo \| + 0 s \| |                     |          |                             |                 |
| |                     |          |                             |                 |
| Source : ProCyclingStats |                     |          |                             |                 |
| Classement de l'étape |                     |          |                             |                 |
| Coureur | Coureur             | Pays     | Équipe                      | Temps           |
| 1er | Sam Bennett         | Irlande  | Bora-Hansgrohe              | 4 h 49 min 34 s |
| 2e | Danny van Poppel    | Pays-Bas | LottoNL-Jumbo               | + 0 s           |
| 3e | Niccolò Bonifazio   | Italie   | Bahrain-Merida              | + 0 s           |
| 4e | Baptiste Planckaert | Belgique | Katusha-Alpecin             | + 0 s           |
| 5e | Jürgen Roelandts    | Belgique | BMC Racing Team             | + 0 s           |
| 6e | Michael Mørkøv      | Danemark | Quick-Step Floors           | + 0 s           |
| 7e | Manuel Belletti     | Italie   | Androni Giocattoli-Sidermec | + 0 s           |
| 8e | Clément Venturini   | France   | AG2R La Mondiale            | + 0 s           |
| 9e | Florian Sénéchal    | France   | Quick-Step Floors           | + 0 s           |
| 10e | Enrico Battaglin    | Italie   | LottoNL-Jumbo               | + 0 s           |

### Points attribués
|   | Cycliste            | Pays      | Équipe                        | Points |
| - | ------------------- | --------- | ----------------------------- | ------ |
| 1 | Marco Frapporti     | Italie    | Androni Giocattoli-Sidermec   | 20     |
| 2 | Eugert Zhupa        | Albanie   | Wilier Triestina-Selle Italia | 12     |
| 3 | Jacopo Mosca        | Italie    | Wilier Triestina-Selle Italia | 8      |
| 4 | Mirco Maestri       | Italie    | Bardiani CSF                  | 6      |
| 5 | Manuel Senni        | Italie    | Bardiani CSF                  | 4      |
| 6 | Elia Viviani        | Italie    | Quick-Step Floors             | 3      |
| 7 | Fabio Sabatini      | Italie    | Quick-Step Floors             | 2      |
| 8 | Andreas Schillinger | Allemagne | Bora-Hansgrohe                | 1      |

|   | Cycliste        | Pays       | Équipe                        | Points | Bonif |
| - | --------------- | ---------- | ----------------------------- | ------ | ----- |
| 1 | Marco Frapporti | Italie     | Androni Giocattoli-Sidermec   | 20     | 3 s   |
| 2 | Eugert Zhupa    | Albanie    | Wilier Triestina-Selle Italia | 12     | 2 s   |
| 3 | Mirco Maestri   | Italie     | Bardiani CSF                  | 8      | 1 s   |
| 4 | Manuel Senni    | Italie     | Bardiani CSF                  | 6      |       |
| 5 | Jacopo Mosca    | Italie     | Wilier Triestina-Selle Italia | 4      |       |
| 6 | Elia Viviani    | Italie     | Quick-Step Floors             | 3      |       |
| 7 | Joe Dombrowski  | États-Unis | EF Education First-Drapac     | 2      |       |
| 8 | Fabio Sabatini  | Italie     | Quick-Step Floors             | 1      |       |

- Sprint final d'Imola (km 214) :

|    | Cycliste            | Pays           | Équipe                      | Points | Bonif |
| -- | ------------------- | -------------- | --------------------------- | ------ | ----- |
| 1  | Sam Bennett         | Irlande        | Bora-Hansgrohe              | 50     | 10 s  |
| 2  | Danny van Poppel    | Pays-Bas       | Lotto NL-Jumbo              | 35     | 6 s   |
| 3  | Niccolò Bonifazio   | Italie         | Bahrain-Merida              | 25     | 4 s   |
| 4  | Baptiste Planckaert | Belgique       | Katusha-Alpecin             | 18     |       |
| 5  | Jürgen Roelandts    | Belgique       | BMC Racing                  | 14     |       |
| 6  | Michael Mørkøv      | Danemark       | Quick-Step Floors           | 12     |       |
| 7  | Manuel Belletti     | Italie         | Androni Giocattoli-Sidermec | 10     |       |
| 8  | Clément Venturini   | France         | AG2R La Mondiale            | 8      |       |
| 9  | Florian Sénéchal    | France         | Quick-Step Floors           | 7      |       |
| 10 | Enrico Battaglin    | Italie         | Lotto NL-Jumbo              | 6      |       |
| 11 | Maurits Lammertink  | Pays-Bas       | Katusha-Alpecin             | 5      |       |
| 12 | Jacobus Venter      | Afrique du Sud | Dimension Data              | 4      |       |
| 13 | Sacha Modolo        | Italie         | EF Education First-Drapac   | 3      |       |
| 14 | Jarlinson Pantano   | Colombie       | Trek-Segafredo              | 2      |       |
| 15 | Jempy Drucker       | Luxembourg     | BMC Racing                  | 1      |       |

### Cols et côtes
- Côte de Tre Monti, 4e catégorie (km 206,6) :

|   | Cycliste        | Pays     | Équipe         | Points |
| - | --------------- | -------- | -------------- | ------ |
| 1 | Diego Ulissi    | Italie   | UAE Emirates   | 3      |
| 2 | Carlos Betancur | Colombie | Movistar       | 2      |
| 3 | Patrick Konrad  | Autriche | Bora-Hansgrohe | 1      |

## Classements à l'issue de l'étape

### Classement général
| \| Classement général \| Classement général \| Classement général \| Classement général \| Classement général \| \| Coureur \| Coureur \| Pays \| Équipe \| Temps \| \| ------------------ \| ------------------ \| ------------------ \| ------------------ \| ------------------ \| \| 1er \| Simon Yates \| Royaume-Uni \| Mitchelton-Scott \| 51 h 57 min 55 s \| \| 2e \| Tom Dumoulin \| Pays-Bas \| Team Sunweb \| + 47 s \| \| 3e \| Thibaut Pinot \| France \| Groupama-FDJ \| + 1 min 04 s \| \| 4e \| Domenico Pozzovivo \| Italie \| Bahrain-Merida \| + 1 min 18 s \| \| 5e \| Richard Carapaz \| Équateur \| Movistar Team \| + 1 min 56 s \| \| 6e \| George Bennett \| Nouvelle-Zélande \| LottoNL-Jumbo \| + 2 min 09 s \| \| 7e \| Rohan Dennis \| Australie \| BMC Racing Team \| + 2 min 36 s \| \| 8e \| Pello Bilbao \| Espagne \| Astana \| + 2 min 54 s \| \| 9e \| Patrick Konrad \| Autriche \| Bora-Hansgrohe \| + 2 min 55 s \| \| 10e \| Fabio Aru \| Italie \| UAE Team Emirates \| + 3 min 10 s \| |                    |                  |                   |                  |
| |                    |                  |                   |                  |
| Source : ProCyclingStats |                    |                  |                   |                  |
| Classement général |                    |                  |                   |                  |
| Coureur | Coureur            | Pays             | Équipe            | Temps            |
| 1er | Simon Yates        | Royaume-Uni      | Mitchelton-Scott  | 51 h 57 min 55 s |
| 2e | Tom Dumoulin       | Pays-Bas         | Team Sunweb       | + 47 s           |
| 3e | Thibaut Pinot      | France           | Groupama-FDJ      | + 1 min 04 s     |
| 4e | Domenico Pozzovivo | Italie           | Bahrain-Merida    | + 1 min 18 s     |
| 5e | Richard Carapaz    | Équateur         | Movistar Team     | + 1 min 56 s     |
| 6e | George Bennett     | Nouvelle-Zélande | LottoNL-Jumbo     | + 2 min 09 s     |
| 7e | Rohan Dennis       | Australie        | BMC Racing Team   | + 2 min 36 s     |
| 8e | Pello Bilbao       | Espagne          | Astana            | + 2 min 54 s     |
| 9e | Patrick Konrad     | Autriche         | Bora-Hansgrohe    | + 2 min 55 s     |
| 10e | Fabio Aru          | Italie           | UAE Team Emirates | + 3 min 10 s     |

### Classement du meilleur jeune
| Classement du meilleur jeune | Classement du meilleur jeune | Classement du meilleur jeune | Classement du meilleur jeune | Classement du meilleur jeune |
| Coureur                      | Coureur                      | Pays                         | Équipe                       | Temps                        |
| ---------------------------- | ---------------------------- | ---------------------------- | ---------------------------- | ---------------------------- |
| 1er                          | Richard Carapaz              | Équateur                     | Movistar Team                | 51 h 59 min 51 s             |
| 2e                           | Miguel Ángel López           | Colombie                     | Astana                       | + 1 min 21 s                 |
| 3e                           | Ben O'Connor                 | Australie                    | Dimension Data               | + 1 min 29 s                 |
| 4e                           | Sam Oomen                    | Pays-Bas                     | Team Sunweb                  | + 1 min 44 s                 |
| 5e                           | Maximilian Schachmann        | Allemagne                    | Quick-Step Floors            | + 2 min 05 s                 |
| 6e                           | Valerio Conti                | Italie                       | UAE Team Emirates            | + 11 min 11 s                |
| 7e                           | Fausto Masnada               | Italie                       | Androni Giocattoli-Sidermec  | + 12 min 13 s                |
| 8e                           | Matej Mohorič                | Slovénie                     | Bahrain-Merida               | + 24 min 37 s                |
| 9e                           | Jack Haig                    | Australie                    | Mitchelton-Scott             | + 30 min 05 s                |
| 10e                          | Felix Großschartner          | Autriche                     | Bora-Hansgrohe               | + 41 min 07 s                |

### Classement aux points
| Classement par points | Classement par points | Classement par points | Classement par points       | Classement par points |
| Coureur               | Coureur               | Pays                  | Équipe                      | Points                |
| --------------------- | --------------------- | --------------------- | --------------------------- | --------------------- |
| 1er                   | Elia Viviani          | Italie                | Quick-Step Floors           | 184 pts               |
| 2e                    | Sam Bennett           | Irlande               | Bora-Hansgrohe              | 162 pts               |
| 3e                    | Marco Frapporti       | Italie                | Androni Giocattoli-Sidermec | 89 pts                |
| 4e                    | Davide Ballerini      | Italie                | Androni Giocattoli-Sidermec | 87 pts                |
| 5e                    | Simon Yates           | Royaume-Uni           | Mitchelton-Scott            | 86 pts                |
| 6e                    | Sacha Modolo          | Italie                | EF Education First-Drapac   | 76 pts                |
| 7e                    | Niccolò Bonifazio     | Italie                | Bahrain-Merida              | 68 pts                |
| 8e                    | Danny van Poppel      | Pays-Bas              | LottoNL-Jumbo               | 64 pts                |
| 9e                    | Enrico Battaglin      | Italie                | LottoNL-Jumbo               | 59 pts                |
| 10e                   | Guillaume Boivin      | Canada                | Israel Cycling Academy      | 52 pts                |

### Classement du meilleur grimpeur
| Classement de la montagne | Classement de la montagne | Classement de la montagne | Classement de la montagne   | Classement de la montagne |
| Coureur                   | Coureur                   | Pays                      | Équipe                      | Points                    |
| ------------------------- | ------------------------- | ------------------------- | --------------------------- | ------------------------- |
| 1er                       | Simon Yates               | Royaume-Uni               | Mitchelton-Scott            | 58 pts                    |
| 2e                        | Esteban Chaves            | Colombie                  | Mitchelton-Scott            | 47 pts                    |
| 3e                        | Thibaut Pinot             | France                    | Groupama-FDJ                | 36 pts                    |
| 4e                        | Fausto Masnada            | Italie                    | Androni Giocattoli-Sidermec | 35 pts                    |
| 5e                        | Richard Carapaz           | Équateur                  | Movistar Team               | 23 pts                    |
| 6e                        | Giulio Ciccone            | Italie                    | Bardiani CSF                | 22 pts                    |
| 7e                        | Domenico Pozzovivo        | Italie                    | Bahrain-Merida              | 16 pts                    |
| 8e                        | Natnael Berhane           | Érythrée                  | Dimension Data              | 15 pts                    |
| 9e                        | Davide Formolo            | Italie                    | Bora-Hansgrohe              | 13 pts                    |
| 10e                       | Mikaël Cherel             | France                    | AG2R La Mondiale            | 12 pts                    |

### Classements par équipes
| Classement par équipes | Classement par équipes | Classement par équipes | Classement par équipes |
| Équipe                 | Équipe                 | Pays                   | Temps                  |
| ---------------------- | ---------------------- | ---------------------- | ---------------------- |
| 1re                    | Mitchelton-Scott       | Australie              | 156 h 01 min 08 s      |
| 2e                     | Astana                 | Kazakhstan             | + 3 min 11 s           |
| 3e                     | Sky                    | Royaume-Uni            | + 4 min 07 s           |
| 4e                     | UAE Team Emirates      | Émirats arabes unis    | + 14 min 31 s          |
| 5e                     | Movistar Team          | Espagne                | + 20 min 34 s          |
| 6e                     | AG2R La Mondiale       | France                 | + 25 min 13 s          |
| 7e                     | Dimension Data         | Afrique du Sud         | + 26 min 26 s          |
| 8e                     | Team Sunweb            | Allemagne              | + 27 min 30 s          |
| 9e                     | Bora-Hansgrohe         | Allemagne              | + 30 min 29 s          |
| 10e                    | Groupama-FDJ           | France                 | + 30 min 40 s          |

| Classement par équipes | Classement par équipes | Classement par équipes | Classement par équipes |
| Équipe                 | Équipe                 | Pays                   | Temps                  |
| ---------------------- | ---------------------- | ---------------------- | ---------------------- |
| 1re                    | Mitchelton-Scott       | Australie              | 156 h 01 min 08 s      |
| 2e                     | Astana                 | Kazakhstan             | + 3 min 11 s           |
| 3e                     | Sky                    | Royaume-Uni            | + 4 min 07 s           |
| 4e                     | UAE Team Emirates      | Émirats arabes unis    | + 14 min 31 s          |
| 5e                     | Movistar Team          | Espagne                | + 20 min 34 s          |
| 6e                     | AG2R La Mondiale       | France                 | + 25 min 13 s          |
| 7e                     | Dimension Data         | Afrique du Sud         | + 26 min 26 s          |
| 8e                     | Team Sunweb            | Allemagne              | + 27 min 30 s          |
| 9e                     | Bora-Hansgrohe         | Allemagne              | + 30 min 29 s          |
| 10e                    | Groupama-FDJ           | France                 | + 30 min 40 s          |

| Classement par équipes aux points | Classement par équipes aux points | Classement par équipes aux points | Classement par équipes aux points |
| Équipe                            | Équipe                            | Pays                              | Points                            |
| --------------------------------- | --------------------------------- | --------------------------------- | --------------------------------- |

| Classement par équipes aux points | Classement par équipes aux points | Classement par équipes aux points | Classement par équipes aux points |
| Équipe                            | Équipe                            | Pays                              | Points                            |
| --------------------------------- | --------------------------------- | --------------------------------- | --------------------------------- |